# Meesgors
De meesgors (Charitospiza eucosma) is een zangvogel uit de familie Thraupidae (tangaren). Het is een voor uitsterven gevoelige vogelsoort uit Zuid-Amerika.

## Kenmerken
De vogel is 11,5 cm lang. Het is een gedrongen vinkachtige vogel met een betrekkelijk forse snavel. Het mannetje is zwart aan de voorkant van de kop en dat zwart loopt door als een bef over de borst. Dit zwart contrasteert met de zilverwitte "wangen" waardoor de vogel een beetje op een koolmees lijkt. Hij heeft een zwart kuifje, waarvan de veren ook plat en onzichtbaar op de kop kunnen liggen. De borst en buik zijn licht kaneelkleurig bruin tot oranje. De rug en vleugels zijn bleekblauw. Het vrouwtje is doffer gekleurd en bij haar ontbreekt de kuif en het zwart-wit contrast op de kop.

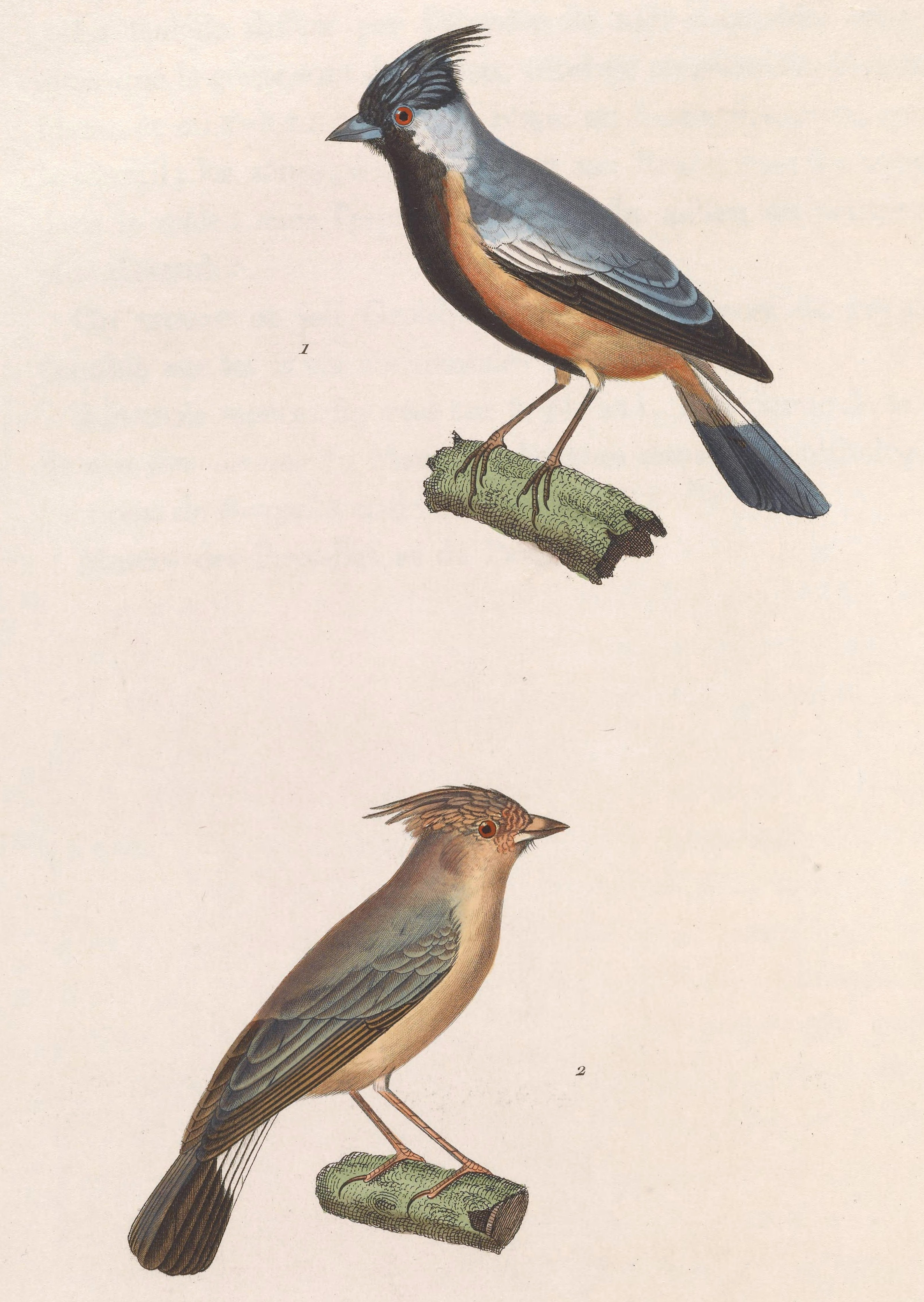
Afbeelding uit 1838, gemaakt door Nicolas Huet le Jeune.

## Verspreiding en leefgebied
Deze soort komt voor van noordoostelijk Bolivia tot noordoostelijk en centraal Brazilië en noordoostelijk Argentinië. Het leefgebied bestaat uit savannelandschap met struikgewas en verspreide boomgroepen (cerrado en caatinga).

## Status
De grootte van de populatie is niet gekwantificeerd, maar de populatie-aantallen nemen af. Het leefgebied wordt aangetast waarbij natuurlijke vegetatie (vooral cerrado) wordt omgezet in gebied voor agrarisch gebruik zoals houtteelt met Eucalyptus, de teelt van soja en begrazing. Om deze redenen staat deze soort als gevoelig op de Rode Lijst van de IUCN.

## Taxonomie
Deze vogel staat afgebeeld in een publicatie uit 1838 van Coenraad Jacob Temminck met de naam Fringilla ornata, maar deze beschrijving voldeed niet aan de nomenclatuurregels. Pas in 1905 werd de vogel van een geldige naam voorzien door Harry Church Oberholser.